# Sithon thria
Sithon thria är en fjärilsart som beskrevs av De Niceville 1896. Sithon thria ingår i släktet Sithon och familjen juvelvingar. Inga underarter finns listade i Catalogue of Life.